# Alfonso Huapaya
Ángel Alfonso Huapaya Cabrera (2 août 1911 – 16 avril 2009) était un joueur et entraîneur péruvien de football.

## Biographie
Surnommé El Sastre (« le tailleur »), Alfonso Huapaya joue notamment au Mariscal Sucre dans les années 1930. 
Devenu entraîneur, il remporte le championnat du Pérou en 1944 avec ledit club. Entre 1950 et 1952, on le retrouve sur le banc du Sport Boys avec lequel il remporte le championnat de 1951, le premier championnat de l'ère professionnelle du Pérou. En parallèle, il dirige la sélection du Pérou lors du championnat panaméricain de 1952 à Santiago (Chili). Il reviendra au Sport Boys une deuxième fois entre 1954 et 1955.
En 1960, il est nommé à la tête de l'Alianza Lima qui dispose de bons joueurs tels que Adolfo Riquelme (gardien), Guillermo Delgado, Adolfo Donayre, Guillermo Barbadillo, Félix Castillo ou encore Víctor Zegarra. Malgré un bon début en championnat (cinq victoires lors des sept premières journées), l'équipe termine la saison en milieu de tableau (6e sur 10). 
En 1971, il remporte le championnat de 2e division avec le Deportivo SIMA. Sa dernière expérience sur le banc a lieu en 1992, à 80 ans passés, à la tête du Deportivo Yurimaguas.
Il meurt le 16 avril 2009 dans son domicile dans le district de Chaclacayo à Lima. En guise d'hommage, la fédération péruvienne baptisa de son nom l'institut d'entraîneurs de football.

## Palmarès(entraîneur)
| Mariscal Sucre - Championnat du Pérou (1) : - Champion : 1944. |  | Sport Boys - Championnat du Pérou (1) : - Champion : 1951. |  | Deportivo SIMA - Championnat du Pérou D2 (1) : - Champion : 1971. |